# Natasha Richardson
Natasha Richardson (Londres, 11 de maig de 1963 - Nova York, 18 de març de 2009) va ser una actriu anglo-estatunidenca.

## Biografia
Natasha Richardson va protagonitzar The Handmaid's Tale, pel·lícula de 1990 basada en una novel·la de Margaret Atwood. Va guanyar el Premi Tony de 1998 per a la millor actriu de comèdia musical pel seu paper de Sarah Bowles a Cabaret. Va fer un paper secundari a Maid in Manhattan (2002) i a la pel·lícula Nell (1994).
Natasha Richardson era filla del director Tony Richardson i de l'actriu Vanessa Redgrave, neta dels actors Michael Redgrave i Rachel Kempson, i era la nora de l'actor italià Franco Nero. Tenia una germana, igualment actriu, Joely Richardson i un germanastre cineasta i escriptor: Carlo Nero. Era neboda de l'actriu Lynn Redgrave i de l'actor Corin Redgrave.
Casada una primera vegada amb Robert Fox, es torna a casar el 1994 amb Liam Neeson, que va conèixer al rodatge de la pel·lícula Nell. D'aquesta unió naixeran 2 nois, Michael Richard Neeson i Daniel Jack Neeson.
El 16 de març de 2009, va patir una caiguda mentre esquiava a Mont Tremblant, va ser hospitalitzada a Sainte-Agathe-dels-Monts i a Montreal. L'endemà la van dur amb avió medicalitzat a Nova York.
El 18 de març es va anunciar la seva mort, a l'hospital Lenox Hill de Nova York, a causa d'un hematoma epidural.

## Filmografia
- 1968: The Charge of the Light Brigade de Tony Richardson: Noia a punt del matrimoni (no surt als crèdits)
- 1973: La Polizia incrimina la legge assolve d'Enzo G. Castellari: Noia jugant a la xarranca
- 1983: Every Picture Tells a Story de James Scott: Miss Bridle
- 1984: Ellis Island (fulletó Tv) de Jerry London: Jove prostituïda
- 1985: In The Secret State (Tv) de Christopher Morahan: Jilly
- 1986: Ghosts (Tv) d'Elijah Moshinsky: Regina
- 1986: Gothic de Ken Russell: Mary Shelley
- 1987: A Month In The Country de Pat O'connor: Alice Keach
- 1988: Patty Hearst de Paul Schrader: Patricia Hearst
- 1989: Fan Man and Little Boy de Roland Joffé: Jean Tatlock
- 1990: The Handmaid's Tale de Volker Schlöndorff: Kate / Offred
- 1990: The Comfort of Strangers de Paul Schrader: Mary
- 1991: The Favour, the Watch and the Very Big Fish de Ben Lewin: Sybil
- 1992: Després de mitjanit (Past Midnight) de Jan Eliasberg: Laura Mathews
- 1993: Suddenly, Last Summer (TV) de Richard Eyre: Catharine Holly
- 1993: Hostages (TV) de David Wheatley: Jill Morrell
- 1993: Zelda (TV) de Pat O'connor: Zelda Fitzgerald
- 1994: El cim de les viudes (Widows' Peak)  de John Irvin: Mrs. Edwina Broome
- 1994: Nell de Michael Apted: Dr. Paula Olsen
- 1997: Dance with me, amb Chayanne, Vanessa Williams i Kris Kristoferson:"Patricia Black"
- 1998: The Parent Trap de Nancy Meyers: Elizabeth James
- 2000: The Man Who Came to Dinner (TV) de Jay Sandrich: Host
- 2001: Haven (Tv) de John Gray: Ruth Gruber
- 2001: Blow Dry de Paddy Breathnach: Shelley Allen
- 2001: Chelsea Walls d'Ethan Hawke: Mary
- 2002: Waking Up in Reno de Jordan Brady: Darlene Dodd
- 2002: Maid in Manhattan de Wayne Wang: Caroline Lane
- 2005: Asylum de David Mackenzie: Stella Raphael
- 2005: La comtessa russa (The White Countess) de James Ivory: Comtessa Sofia Belinskya
- 2007: The Mastersons of Manhattan (TV) de James Burrows: Victoria Masterson
- 2007: Evening de Lajos Koltai: Constance Lord
- 2008: Wild Child de Nick Moore: Mrs. Kingsley